# Barbacoa

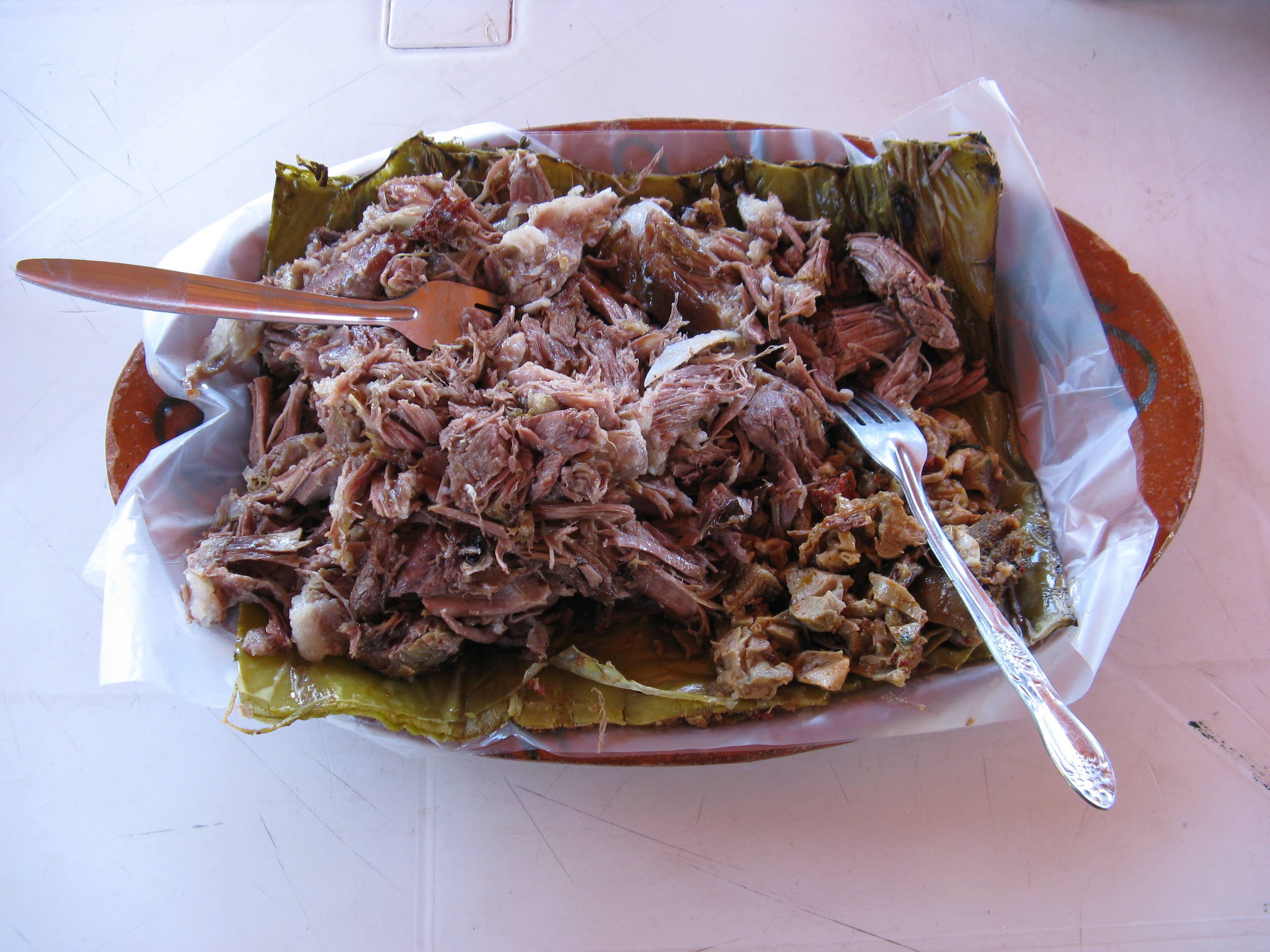
Barbacoa

La barbacoa è un tipo di cottura della carne diffuso in Messico e nei Caraibi. La barbacoa sfrutta un forno da terra chiamato píib, utilizzato in passato dai maya per cucinare una moltitudine di alimenti, per cuocere della carne di agnello o capra sottoterra usando foglie di agave.
Questa carne è nota per il suo alto contenuto di grassi e il sapore forte, ed è spesso accompagnata da cipolle e coriandolo. Poiché questo metodo di cottura era utilizzato in diverse regioni da diversi gruppi etnici o tribù in Messico, ognuno aveva il proprio nome per esso; per i Nahuatlera era chiamato nakakoyonki; per i Mayaera era chiamato píib; per gli Otomiera era chiamato thumngö.
Poiché non è un'esclusiva del Messico, metodi simili esistono in tutta l'America Latina e nel resto del mondo, con nomi distinti, tra cui: pachamanca e huatia nella regione andina; curanto in Cile e nell'Argentina meridionale; berarubu in Brasile; cocido enterrado in Colombia; hāngi in Nuova Zelanda.
Sebbene si ipotizzi che la parola “barbacoa” possa aver avuto origine dalla lingua taíno, questo metodo di cottura in un forno da terra non ha nulla a che fare con la definizione originale taíno della parola.

## Etimologia

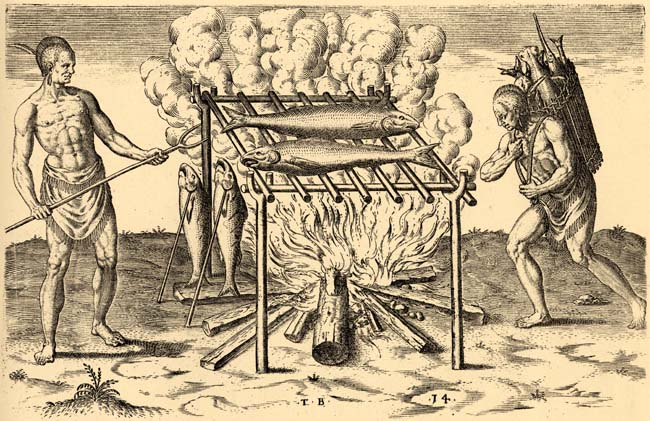
Il termine Taíno barbacoa significa “struttura di bastoni” e veniva applicato a una vasta gamma di strutture in legno, tra cui una griglia rialzata per arrostire e affumicare cibi.

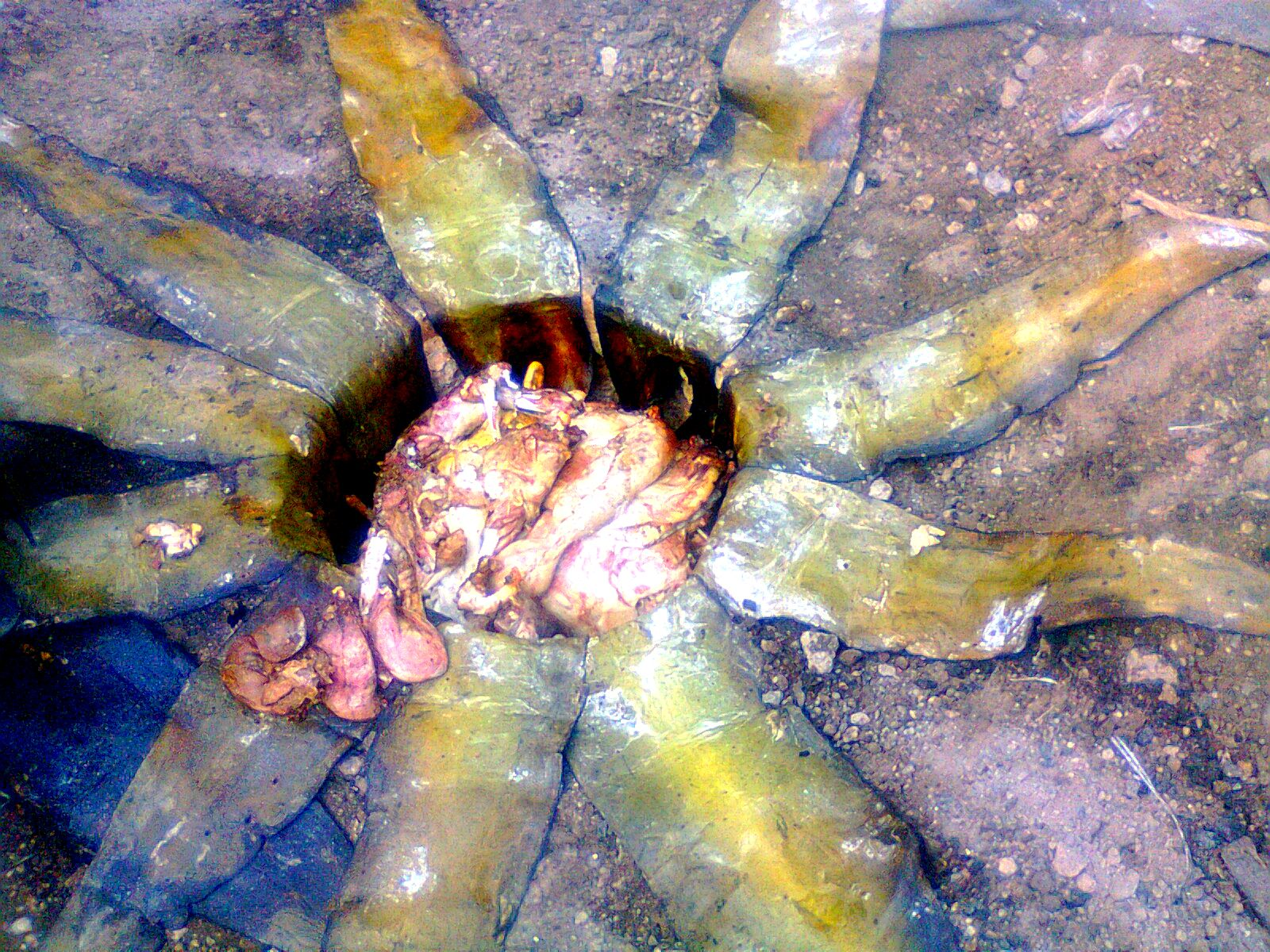
In Messico, il termine barbacoa indicava il forno a fossa o a terra utilizzato dagli indigeni locali per cucinare il cibo.

Sono diverse le teorie che spiegano l'origine del termine barbacoa. Si pensa che la parola derivi dalla parola maya baalbak’kaab (carne ricoperta di terra). Altri affermano invece che provenga da termini in lingua taino come barbaca e barabicu (carne cotta su un’impalcatura di legno). La parola barbacoa verrà poi adattata in inglese nel moderno concetto di "barbecue".
Il termine continua ad essere applicato in tutta l'America Latina a una vasta gamma di oggetti o strutture, come una struttura di legno rialzata su cui dormivano gli indigeni; una struttura di legno rialzata dove tenevano il cibo lontano dagli animali; una capanna sospesa; la soffitta di una capanna; un'impalcatura; una graticcia (costruzione intrecciata); un pergolato per piante rampicanti; un ponte di legno, un riparo, un soppalco all'interno di una casa, una casa sull'albero e una piccola scatola rialzata piena di terra per coltivare verdure; e una griglia di legno dove gli indigeni avrebbero curato le loro carni sul fuoco e sul fumo.
In Messico, per qualche ragione sconosciuta, il termine barbacoa fu applicato dagli spagnoli al forno a fossa o a terra utilizzato dagli indigeni locali per cucinare o arrostire tutti i tipi di cibo.

## Storia
I forni da terra o barbacoa, come sono conosciuti in Messico, sono un antico metodo primitivo per cucinare, cuocere a vapore o arrostire cibi in buche o fosse. Tradizionalmente, in Messico, si scavava una buca nel terreno proporzionata alle dimensioni del pezzo di carne o cibo che si stava preparando; si accendeva un fuoco all'interno per riscaldarlo; si mettevano foglie di banano, maguey o mais e con queste si avvolgeva il cibo che si voleva arrostire, che fosse carne o pesce; poi si copriva la buca con terra, premendola leggermente e si accendeva un grande fuoco sullo strato superficiale; il cibo rimaneva ad arrostire in questo forno naturale fino a cottura ultimata. Nel Messico precolombiano, tacchino, cervo, cane, pesce, frutti di mare, coniglio o tartarughe erano le carni più comuni utilizzate. Con l'arrivo degli spagnoli, montone, manzo, maiale e capra divennero le carni preferite.
L'asado en barbacoa (arrostimento in barbacoa) era ampiamente preparato in Messico durante le feste di campagna, come i rodeo (raduni di bestiame), gli herraderos (celebrazioni della marchiatura del bestiame), i jaripeos (uno sport e una disciplina derivanti dalle attività equestri e dalle tradizioni legate all'allevamento del bestiame utilizzate nelle haciendas dell'antico Messico) e le corride, le feste patronali dell'hacienda o i picnic di famiglia. Secondo due articoli pubblicati dallo scrittore messicano Domingo Revilla rispettivamente nel 1844 e nel 1845, il "banchetto" degli herraderos era ridotto a barbacoas e asados al pastor (arrostimento allo spiedo) di vitelli interi, toro o pecora, e scrisse che mentre la barbacoa era più comune nelle valli di Mezquital e Apan e nelle aree circostanti, gli asados al pastor erano più comuni a Tierra Adentro o nella regione di Bajío e oltre.

Nel suo libro Life in Mexico (1843) la nobildonna scozzese Frances Erskine Inglis, scrisse delle sue esperienze di partecipazione ai rodei e agli herraderos nel Messico centrale, vicino alla città di Santiago in Hidalgo, nel 1840, e descrive come alla fine di un herradero un intero toro veniva cucinato nella barbacoa: 
L'ultimo giorno degli herraderos, per concludere, fu ucciso un toro in onore di Calderón e fu fatta sventolare una grande bandiera da un albero, sulla quale era scritto a caratteri cubitali "Gloria al Señor Ministro de la Augusta Cristina!", un atto di galanteria che ricompensai con una moneta d'oro. L'animale, una volta morto, fu dato in dono ai toreadores; e questo toro, tagliato a pezzi, lo seppelliscono con la pelle in una buca nel terreno precedentemente preparata con il fuoco, che viene poi ricoperta di terra e rami. Per un certo tempo, rimane a cuocere in questo forno naturale e la gente comune lo considera una grande prelibatezza (in questo io mi discosto da loro).
Nelle città, tuttavia, la barbacoa era molto raramente preparata nelle case, piuttosto, veniva venduta e acquistata nei mercati pubblici, poiché era un processo noioso e difficile. Nel suo libro Face to Face with the Mexicans (1889), Fanny Chambers Gooch Iglehart, scrisse: 
"La barbacoa è uno dei principali articoli alimentari conosciuti dal mercato messicano, ed è abbastanza buono per la tavola di un re. L'abile nativo prende un montone ben condito, opportunamente squartato, usando anche testa e ossa. Si fa un buco nel terreno e si accende un fuoco. Si gettano delle lastre di pietra e si copre il buco. Quando è completamente caldo, si fa un rivestimento di foglie di maguey, si mette la carne e la si copre con maguey, si copre anche la parte superiore del buco e si continua a cuocere per tutta la notte. La mattina dopo si mette in un recipiente caldo, pronto per essere mangiato: un montone delizioso, marrone, croccante e grigliato. Poiché il processo è difficile e noioso, in genere non viene preparato nelle famiglie e persino i più ricchi frequentano il mercato per questa prelibatezza, già cucinata."

## Stili
Nel XX secolo, come risultato dell'urbanizzazione, della Rivoluzione messicana, del costo della vita e di altri cambiamenti sociali ed economici, iniziarono a emergere diversi stili di barbacoa a seconda della regione. Secondo il libro Platillos Regionales de la República Mexicana (1946) della chef e professoressa messicana Josefina Velázquez de León, la barbacoa viene preparata in modi diversi, quindi ogni regione del Messico ha il suo stile che sfrutta le sue diverse produzioni e usanze locali.

### Barbacoa de Cabeza

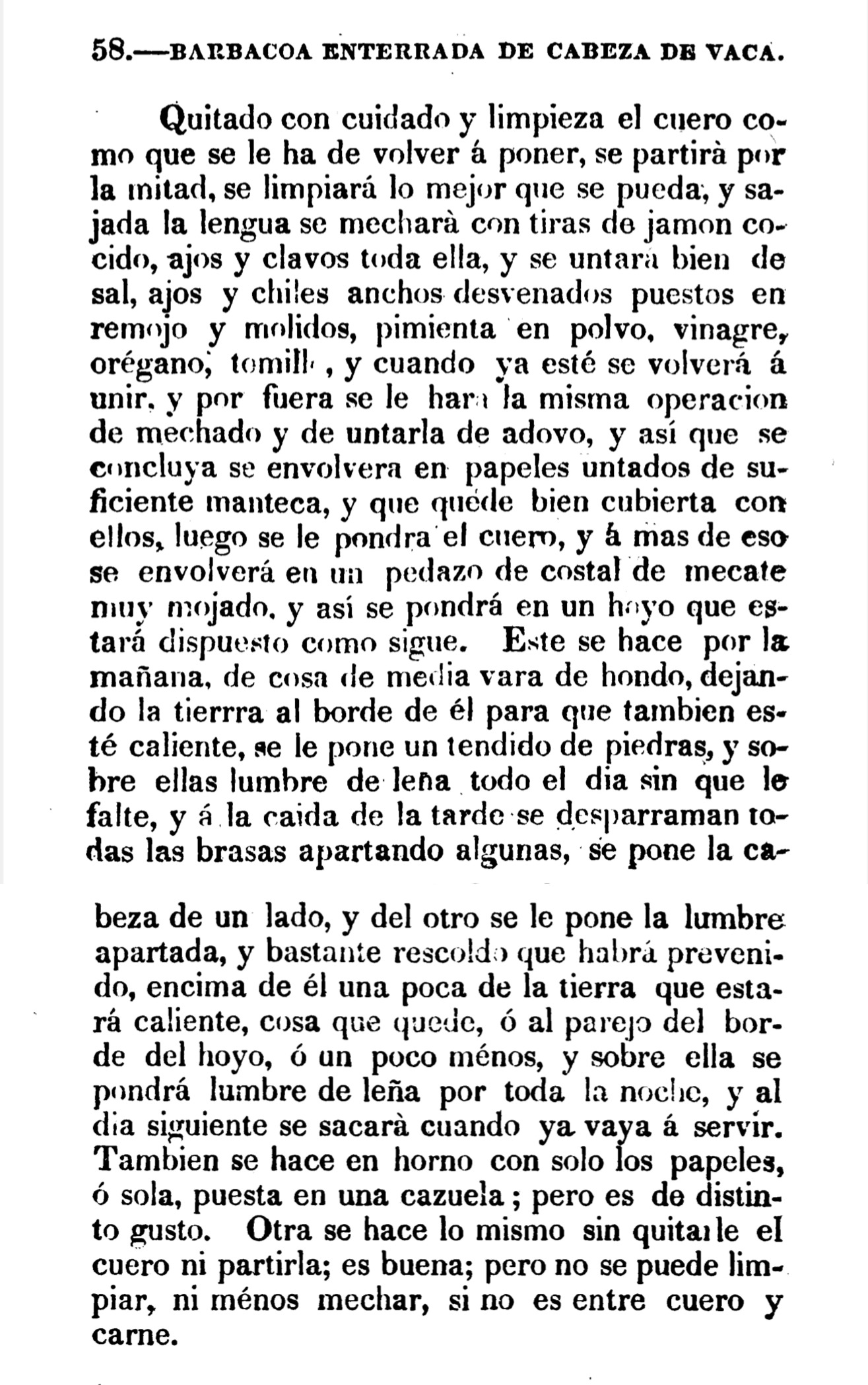
Una ricetta della Barbacoa de Cabeza del 1836, dal libro di cucina messicana “Nuevo y Sencillo Arte de Cocina, Repostería y Refrescos” di Antonia Carrillo.

La barbacoa più comune preparata e consumata in tutto il Messico è la barbacoa de res (barbacoa di manzo). In molte regioni, specialmente nel Messico meridionale e lungo la costa del Golfo, viene preparata la barbacoa di mucca intera. Ma la più comune, e una delle più antiche, è la barbacoa de cabeza, o barbacoa di testa di manzo.
La barbacoa de cabeza, conosciuta anche come Cabeza guateada in Argentina e Paraguay, consiste nell'arrostire un'intera testa di mucca, lingua e cervello inclusi, in un forno da terra. Dopo essere stata pulita e condita, la testa di manzo viene avvolta in foglie di maguey o di banano, oppure in un sacco di juta. Quindi viene tradizionalmente sepolta in una buca nel terreno precedentemente preparata e riscaldata con il fuoco. La testa rimarrà a cuocere in questo forno naturale fino a 15 ore.
La barbacoa de cabeza veniva preparata in Messico e in Sud America per la necessità di utilizzare ogni parte della mucca dopo averla macellata per il tasajo. Nel XVIII e XIX secolo in Messico e in America Latina, la maggior parte della carne di manzo consumata era salata ed essiccata, nota appunto come "tasajo". Dopo aver macellato una mucca, la maggior parte della carne veniva infatti salata ed essiccata, ad eccezione del lomo (lombo, costole), degli organi e della testa. In genere, il lomo, le costole e gli organi, come le tripas (gli intestini tenui di animali da fattoria che sono stati puliti, bolliti e grigliati), venivano arrostiti allo spiedo, mentre la testa veniva cotta nella barbacoa.

### Birria
La Birria (Spagnolo: [ˈbirja]) è una variante regionale della barbacoa del Messico occidentale, fatta principalmente con capra o manzo. La carne viene marinata in un adobo fatto di aceto, peperoncini secchi, aglio, erbe e spezie (tra cui cumino, foglie di alloro e timo) prima di essere cucinata in un brodo (in spagnolo consomé). Storicamente, la birria era il nome regionale dato nello Stato di Jalisco e nelle aree circostanti a ciò che è noto come barbacoa, carni cotte o arrostite in una fossa o in un forno da terra, in altre regioni del Messico. Per molte persone oggi, la birria è ora un piatto distinto.
I ristoranti o i carretti ambulanti che servono la birria sono noti come birrierias ed esistono in tutto il Messico, specialmente a Michoacán e Jalisco. Tuttavia, gli stati messicani confinanti hanno le loro varianti del piatto, tra cui Aguascalientes, Zacatecas e Colima.

### Cochinita Pibil
La cochinita pibil (anche puerco pibil o cochinita con achiote) è un piatto tradizionale maya yucateco a base di maiale arrostito lentamente nella penisola dello Yucatán. La preparazione della cochinita tradizionale prevede la marinatura della carne in succo di agrumi fortemente acido, l'aggiunta di semi di annatto, che conferiscono un vivido colore arancione bruciato, e la tostatura della carne in un píib (forno da terra) mentre è avvolta in foglie di banano. Secondo le ricette dei primi anni del 1900, l'intero maiale (eviscerato e con il pelo bruciato) veniva cotto nel forno da terra. La cochinita pibil è accompagnata da cipolla rossa all'arancia amara e peperoncino habanero, molto comune nella regione.

### Ximbo
Lo Ximbo (da nximbo che significa "cuore del maguey") è un piatto tradizionale di maiale alla griglia proveniente dagli stati messicani di Hidalgo e México. Ha avuto origine nella valle di Mezquital, principalmente nei comuni di San Salvador e Actopan. Ximbo è una parola Otomi. È generalmente fatto con maiale, manzo, pesce e pollo fritti in salsa di peperoncino con nopalitos, cumino, origano e cipolle. Viene poi avvolto in piccoli pacchetti fatti di foglie di piante secolari.

## Adattamenti

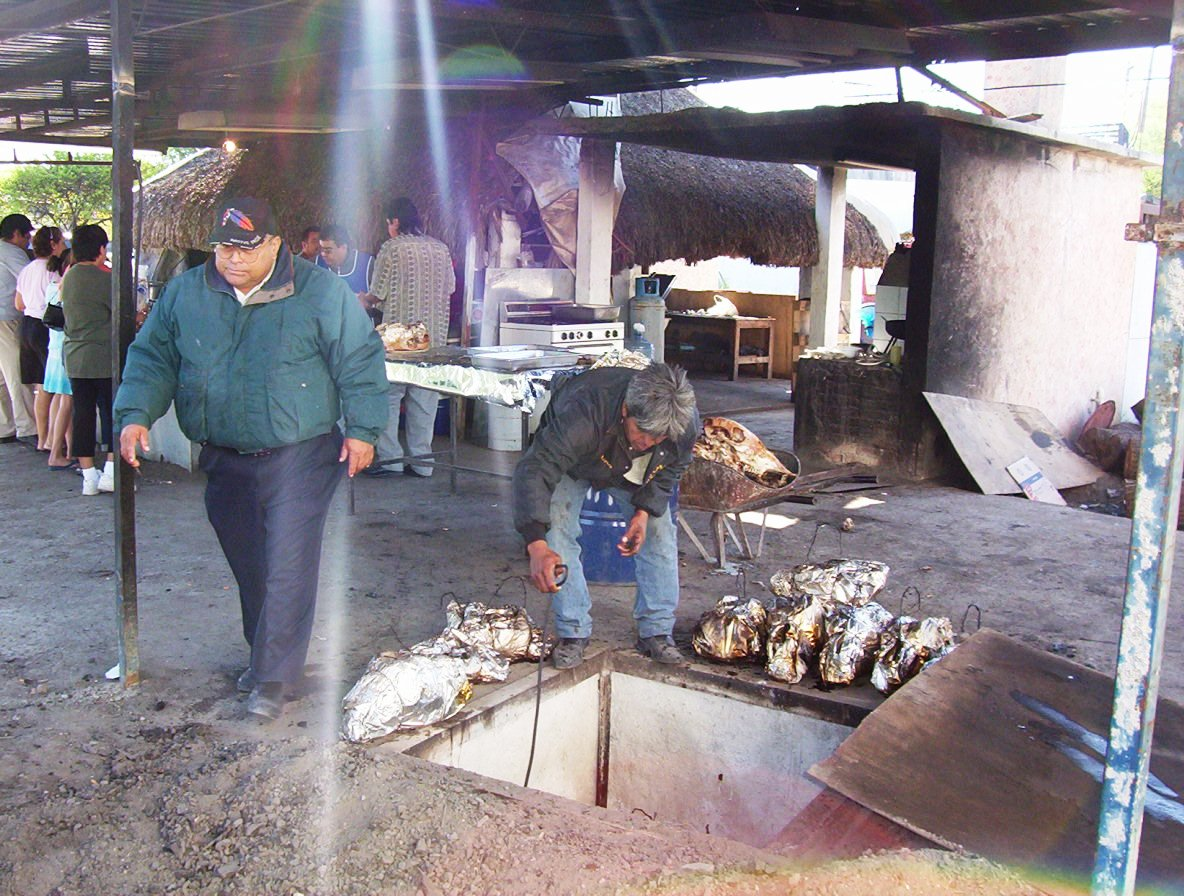
Il tipo originale (o tradizionale) di forno per barbacoa.

Negli Stati Uniti, la barbacoa è spesso preparato con parti delle teste di bovini, come le guance. Nel Messico settentrionale, a volte è anche fatto con la testa di manzo, ma più spesso è preparato con carne di capra (cabrio). Nel Messico centrale, la carne preferita è l'agnello, e nello Yucatan, la loro versione tradizionale, la cochinita pibil (maiale in stile fossa), è preparata con carne di maiale.
La barbacoa fu poi adottata nella cucina del sud-ovest degli Stati Uniti attraverso il Texas. La parola si trasformò nel tempo in "barbecue".
Nelle Filippine, il piatto visayano balbacua (scritto anche balbakwa) prende il nome da barbacoa, probabilmente per la durata simile del tempo di cottura e la tenerezza della carne. È un piatto completamente diverso. A differenza delle versioni latinoamericane, è uno stufato fatto con manzo, coda di bue, zampe di mucca e pelle bolliti per diverse ore fino a quando non diventano gelatinosi ed estremamente teneri.